# Simopone conciliatrix
Simopone conciliatrix är en myrart som beskrevs av Brown 1975. Simopone conciliatrix ingår i släktet Simopone och familjen myror. Inga underarter finns listade i Catalogue of Life.

## Bildgalleri

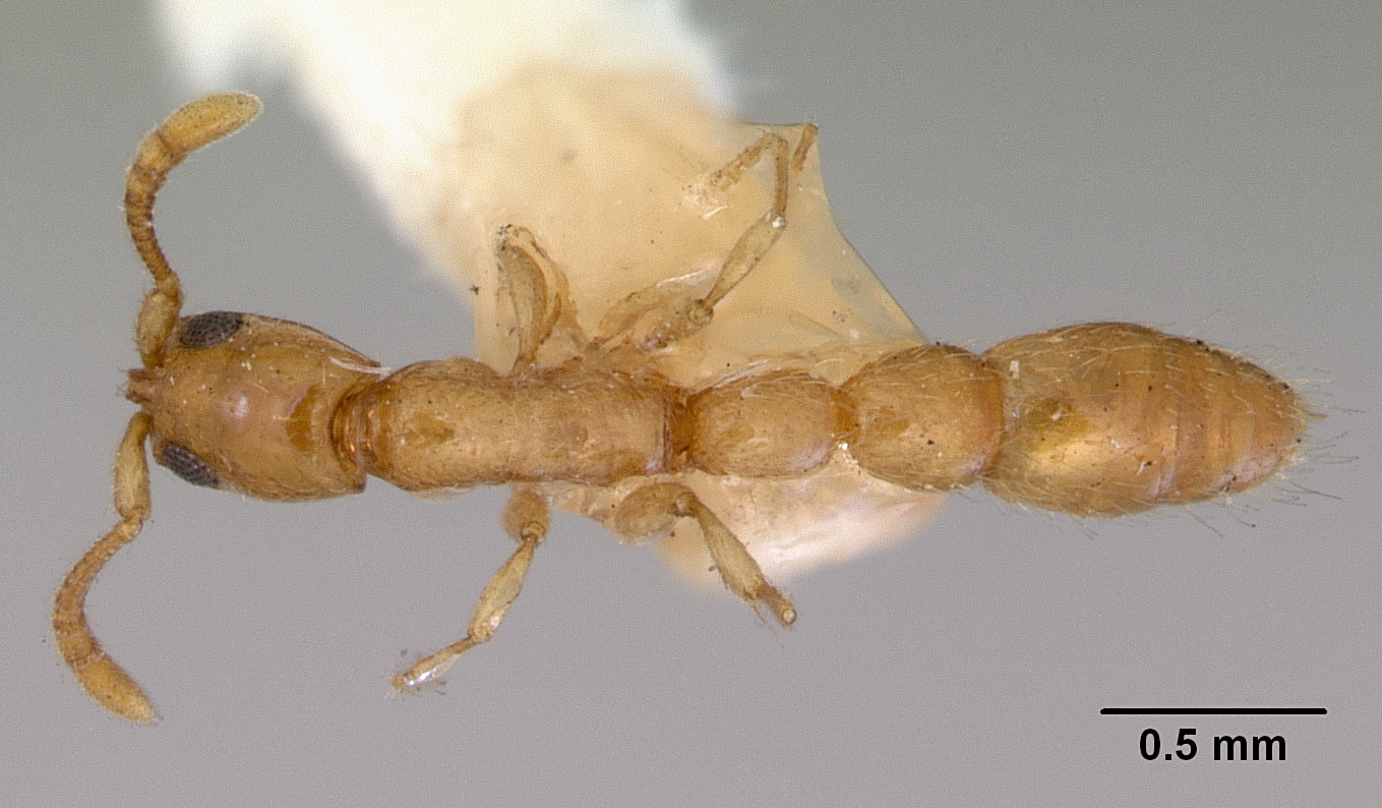
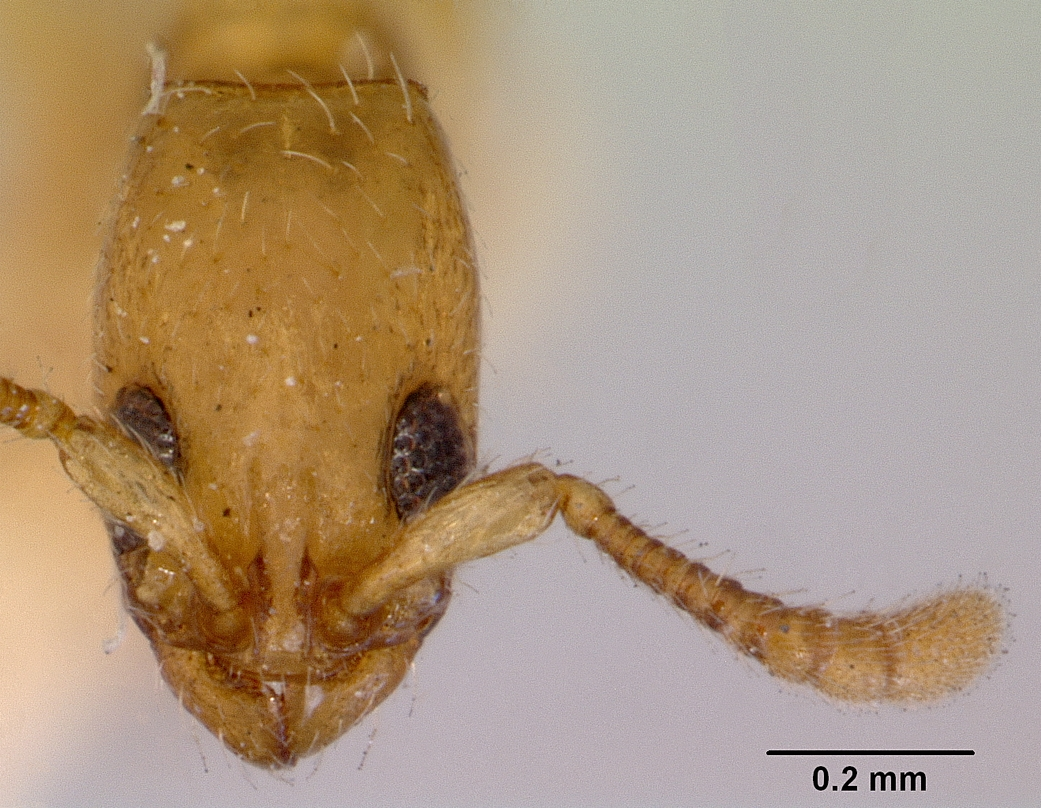
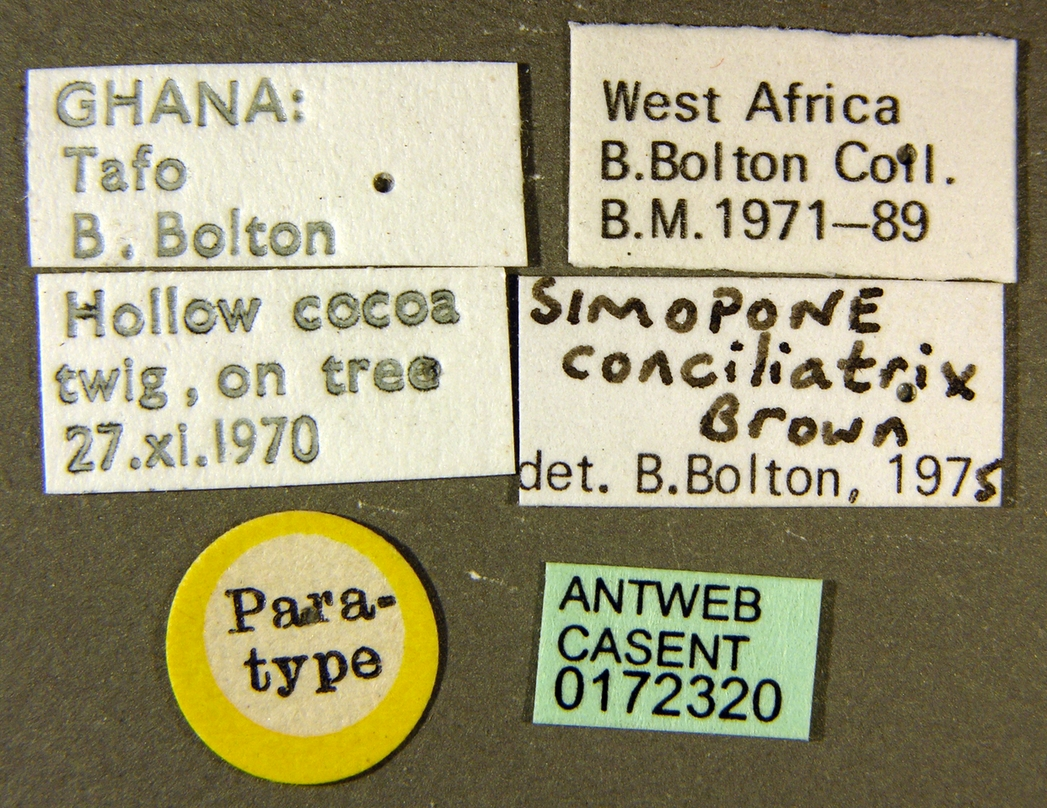
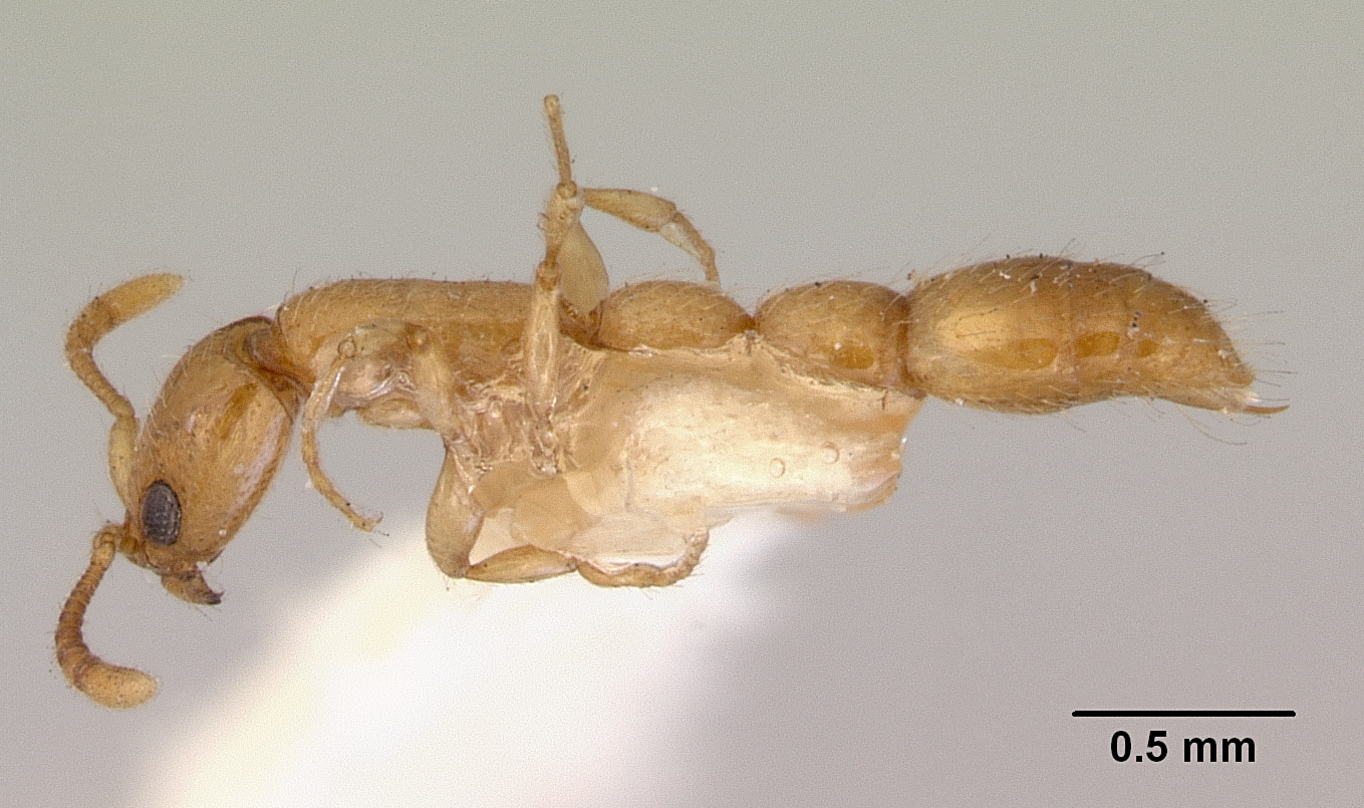
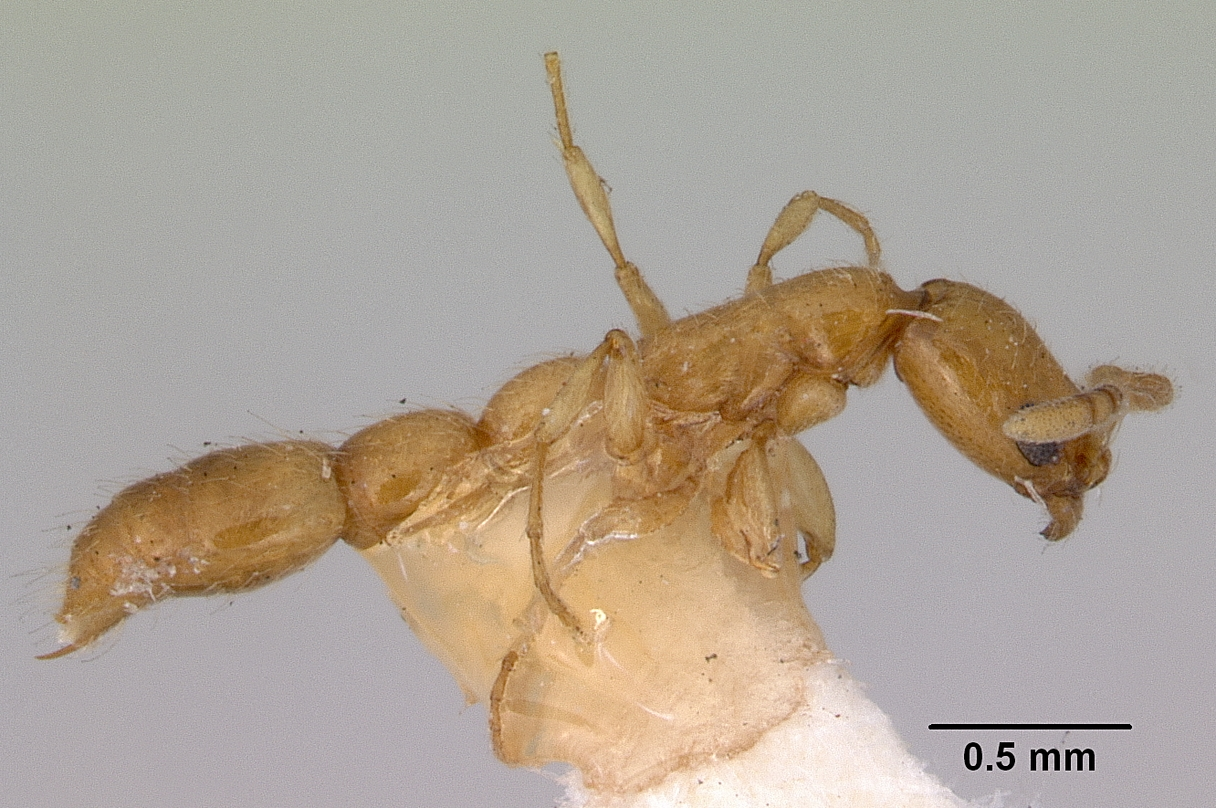
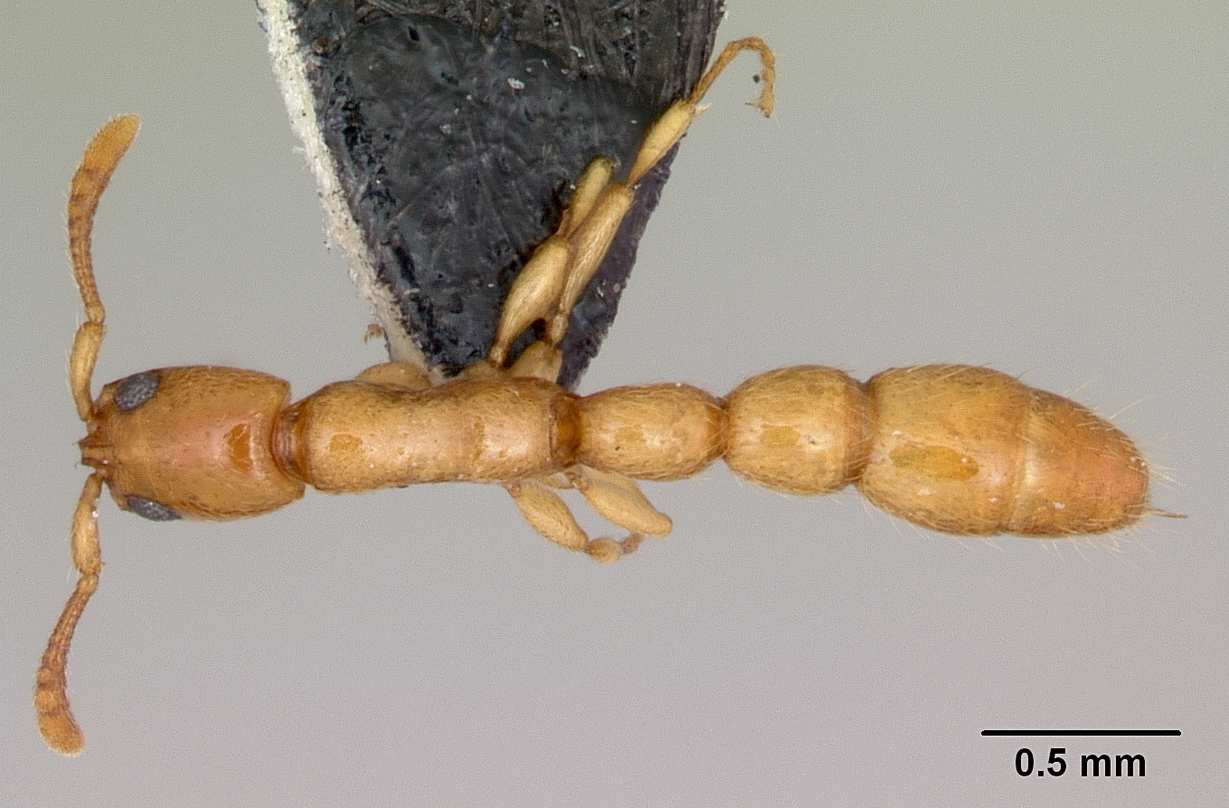